# Paramuricea multispina
Paramuricea multispina är en korallart. Paramuricea multispina ingår i släktet Paramuricea och familjen Plexauridae. Inga underarter finns listade i Catalogue of Life.